# 權能佈道法
權能佈道法是溫約翰覺得有效的佈道法，因為他相信這種傳福音的方式就是主耶穌和初期教會佈道的形式。溫約翰認為『言語』和『神蹟』是具有同樣公用和效能來傳達信息。『言語』的信息是集中在宣告神國的出現，而『神蹟』是用來顯示神國的本質。這兩者合而為一，便成為宣告和顯示神的國度。